# آتش‌سوزی بزرگ نیویورک (۱۷۷۶)
آتش‌سوزی بزرگ نیویورک یک آتش‌سوزی ویران‌گر بود که در شامگاه بیستم سپتامبر ۱۷۷۶ و صبح روز بعد، ۲۱ سپتامبر در بخش غربی منهتن که آن‌زمان منهتن جنوبیخوانده می‌شد، رخ داد. این آتش‌سوزی در اوایل اشغال نظامی ارتش بریتانیا در حین جنگ انقلاب آمریکا رخ داد.
این آتش‌سوزی حدود ۱۰ تا ۲۵ درصد ساختمان‌های این شهر را ویران کرد، و برخی از قسمت‌های شهر که آسیب ندیده بودند نیز غارت شد. بسیاری اعتقاد داشتند یا تصور می‌کردند که یک یا چند نفر به دلایل مختلف، عمداً آتش را آغاز کرده‌اند. رهبران انگلیس انقلابیون را متهم به آتش‌سوزی در داخل شهر و ایالت کردند و بسیاری از ساکنان گمان می‌کردند که یکی از طرفین آن را آغاز کرده‌است. این آتش‌سوزی باعث شد اشغال شهر توسط بریتانیا طولانی‌تر شود و تا سال ۱۷۸۳ به طول انجامید.